# 2012年大韓民国大統領選挙
2012年大韓民国大統領選挙（2012ねんだいかんみんこくだいとうりょうせんきょ、韓国語: 2012년 대한민국 대통령 선거）は、第18代大韓民国大統領を選出するために、2012年12月19日に韓国で行われた大統領選挙である。
1948年7月20日の初代大統領選挙から数えて18回目となる選挙であるが、韓国では「第○回」では無く「第○代」と数える。
なお選挙関連法の改正により、この年から国外に居住する韓国国民も在外投票制度を利用して大統領選挙への参加が可能となった。

## 概要
李明博大統領の任期が満了することに伴い実施された選挙である。現行の大韓民国憲法では大統領の再任は禁止されており、新人同士による争いとなっている。今回の選挙から在外国民による海外投票（在外投票）、船上からの投票（洋上投票）も可能となった。大統領選挙では慶尚南道知事補欠選挙とソウル特別市教育監再選挙など26の再補選も同時実施された。
選挙の構図は当初、与党・セヌリ党の朴槿恵、最大野党・民主統合党の文在寅、若年層や無党派層から高い支持を受けている無所属の安哲秀による三つ巴の構図となった。その後、11月に文と安の両者は一本化することで合意し協議が開始されたが、一本化の方法を巡って両者の溝が埋まらなかった。しかし、候補登録締切を三日後に控えた23日に安が立候補辞退を表明したことで、選挙戦は与党セヌリ党の朴槿恵と野党統一候補となる民主党の文在寅による事実上の一騎討ちとなった。そのため、立候補辞退をした安の支持層が朴と文のどちらを支持するかが、選挙動向を大きく左右した。選挙の結果、朴槿恵が文在寅に108万票余の差をつけて当選。韓国憲政史上初めて女性大統領が誕生することとなった。

## 選挙の争点
- 財閥への法的規制など経済民主化[5]
- 議員定数削減など政治刷新[6]
- 対北朝鮮政策

## 選挙日程
- 4月23日：予備候補登録
- 7月22日～10月20日：国外不在者及び在外選挙人の登録申請
- 10月31日～11月9日：在外選挙人名簿など作成
- 11月21日～25日：船上不在者申告期間
- 11月25日～26日：候補者登録申請（午前9時～午後6時）
- 12月5日～12月10日：在外投票所投票（午前8時～午後6時）
- 12月11日～14日：船上投票
- 12月13日～14日：不在者投票所投票
- 12月19日：投票（午前6時～午後6時）、投票終了後開票。

出典：기본현황 선거일정（基本現況　選挙日程）、選挙統計システム（2012年4月29日閲覧）　

## 基礎データ
- 選挙事由：任期満了
- 有権者：19歳以上の韓国国民
- 被選挙権：40歳以上の韓国国民
- 候補者の居住要件：選挙日時点において5年以上国内に居住。
- 立候補登録要件：政党候補の場合は所属政党の推薦、無所属候補は有権者からの推薦を必要とする。
  - 政党候補：民主的手法によって候補者を選出することが求められる。党内選挙が行われた場合、党内選挙で候補者に選出されなかった者は当該選挙には出馬できない。
  - 無所属候補：一つの市と道から有権者700人以上、5つ以上の市と道から3500人以上の推薦署名を必要とする。
- 選挙運動期間：23日
- 選挙制度：国民による直接選挙で行われ、最多得票を得た候補が当選。候補者が一人のみの場合は全選挙人総数の3分の1以上を得た場合に当選。

出典：공직선거안내（公職選挙案内）、中央選挙管理委員会（以下、中央選管）ホームページ。　　

## 立候補予定者

### 与野党
ここでは主要政党における党内選挙に出馬した候補、世論調査機関「リアルメートル」の予定候補支持率調査で2週以上続けて支持率1％以上を得た者を紹介する。

#### セヌリ党（政権与党）
確定候補
- 朴槿恵（党非常対策委員長）2012年8月20日、セヌリ党候補確定[7]。

7月10日、出馬表明。
党内選挙に出馬した候補
- 金文洙（京畿道知事）

4月22日に出馬宣言。
- 安相洙（元・民選3・4代仁川広域市長）

5月6日に出馬宣言
- 任太熙（元・大統領室長）

5月8日、出馬表明。
- 金台鎬（慶尚南道金海市国会議員）

7月11日に出馬宣言
出馬を取りざたされた政治家
- 鄭夢準（ハンナラ党元代表）

4月29日に出馬宣言。7月9日、不出馬表明。

#### 民主統合党（最大野党）
確定候補
- 文在寅（党常任顧問）2012年9月16日、民主統合党候補確定[13]

6月17日、出馬表明。
党内選挙に出馬した候補
- 趙慶泰（国会議員）

6月11日、出馬表明。
- 孫鶴圭（党常任顧問）

6月14日、出馬表明。　
- 丁世均（党常任顧問）

6月26日、出馬表明
- 金榮煥（国会議員）

7月5日、出馬宣言。
- 金斗官（慶尚南道知事）

7月8日、出馬表明。
- 朴晙瑩（全羅南道知事）

7月15日、出馬宣言。8月21日に立候補辞退。
- 金正吉（前・民主党最高委員）

7月22日、出馬宣言。　　
出馬を取りざたされた政治家
- 鄭東泳（党常任顧問）

7月9日、不出馬を宣言。

### 統合進歩党
確定候補
- 李正姫（前・共同代表）10月20日、候補確定[24]。

党内選挙に出馬した候補
- ミン・ビョンリョル（前・代表職務代行）

いずれも9月25日に出馬表明。

### 進歩正義党
- 沈相奵

10月14日：出馬宣言。10月21日、候補確定。11月26日、立候補辞退と文在寅支持を表明。

### その他
- 安哲秀（ソウル大学融合科学技術大学院長）

9月19日、出馬表明 / 11月23日、不出馬を宣言。

## 主要政党における候補者予備選

### セヌリ党
7月10日から12日までの三日間、候補者登録が行われ、朴槿恵前非常対策委員長を初めとする5名が立候補。選挙運動は7月21日から8月19日の一ヶ月間行われ、選挙は党員と一般有権者選挙人団による投票に一般有権者を対象とした世論調査結果を加味する方法で行われた。8月20日の全党大会で選挙結果が発表され、事前に圧倒的優勢が伝えられていた朴槿恵が83.6％の得票を得てセヌリ党の大統領候補に選出された。立候補者は以下の通りである。
| 記号 | 氏名   | 主要経歴                                                                                     |
| ---- | ------ | -------------------------------------------------------------------------------------------- |
| 1    | 任太熙 | - 前・国会議員（第16・17・18代） - 前・大統領室長                                            |
| 2    | 朴槿恵 | - 前・セヌリ党非常対策委員長 - 現・国会議員（第15・16・17・18・19代） - 朴正煕元大統領の長女 |
| 3    | 金台鎬 | - 前・慶尚南道知事（第32・33代） - 現・国会議員（第18・19代）                                |
| 4    | 安相洙 | - 前・国会議員（第15代） - 前・仁川広域市市長（民選3・4期）                                  |
| 5    | 金文洙 | - 前・国会議員（第15・16・17代） - 現・京畿道知事（第32・33代）                              |

出典：경선 후보자 등록 결과 공고（競選候補者登録結果公告）。セヌリ党ホームページ（2012年7月13日閲覧）　
|          | 候補者名 | 選挙人 得票 | 世論調査 支持率 % | 総得票数 | 総得票率 % |
| -------- | -------- | ----------- | ----------------- | -------- | ---------- |
| 候補確定 | 朴槿恵   | 71,176      | 74.2              | 86,589   | 84.0%      |
|          | 金文洙   | 5,622       | 16.2              | 8,955    | 8.7        |
| 金台鎬   | 2,616    | 3.3         | 3,298             | 3.2      |            |
| 任太熙   | 2,341    | 1.6         | 2,676             | 2.6      |            |
| 安相洙   | 739      | 4.2         | 1,600             | 1.6      |            |

出典：“<표>새누리당 대선 경선 결과(종합)（＜表＞セヌリ党大選競選結果（総合））”. 聯合ニュース. (2012年8月20日) 2012年8月20日閲覧。

### 民主統合党
7月20日と21日に立候補者受付を行い、8名（孫鶴圭・趙慶泰・文在寅・朴晙瑩・金正吉・金斗官・金榮煥・丁世均）が登録した。候補者を5名に絞り込むため、29日と30日に党員と一般市民を対象とした世論調査方式による党内予備選挙を実施、文在寅、孫鶴圭、金斗官、丁世均、朴晙瑩の5人が選出された。本選挙は8月25日から9月16日まで党員・国民選挙人団によるモバイル投票と現場投票を全国13地域に分けて実施された。9月16日に13地域の締めくくりとなるソウル市で投開票が行われ、全国合計で過半数を上回る56.5％の得票を得た盧武鉉元大統領の側近で党常任顧問である文在寅が決選投票を経ず党候補に選出された（仮に16日時点で1位候補が過半数の支持を得られなかった場合は23日に上位2名による決選投票が行われ、候補者を決定する予定となっていた。）。　
| 記号 | 氏名   | 年齢 | 備考                                                                                  |
| ---- | ------ | ---- | ------------------------------------------------------------------------------------- |
| 1    | 丁世均 | 61   | - 前・民主党代表 - 前・産業資源部長官 - 前・高麗大学総学生会長                        |
| 2    | 金斗官 | 53   | - 第34代慶尚南道知事 - 前・行政自治部長官 - 前・開かれたウリ党最高委員                |
| 3    | 孫鶴圭 | 64   | - 第14・15・16・18代国会議員 - 前・京畿道知事 - 前・民主党代表                        |
| 4    | 文在寅 | 58   | - 現・第19代国会議員 - 現・民主統合党常任顧問 - 前・盧武鉉財団理事長                  |
| 5    | 朴晙瑩 | 65   | - 現・全羅南道知事 - 前・金大中大統領公報主席 - 前・国政広報処長 ※8月21日に立候補辞退 |

出典：18대 대통령선거 후보자 선출 본경선 후보안내（18代大統領選挙候補者本競選候補案内）。民主統合党ホームページ（2012年7月31日閲覧）　
|          | 候補者名 | モバイル 投票 | 投票所 投票 | 現場投票        | 合計得票         |
| -------- | -------- | ------------- | ----------- | --------------- | ---------------- |
| 候補確定 | 文在寅   | 336,717       | 7,790       | 2,676           | 347,183 (56.52%) |
|          | 孫鶴圭   | 127,856       | 6,040       | 2,309           | 136,205 (22.17%) |
| 金斗官   | 82,255   | 4,208         | 1,379       | 87,842 (14.30%) |                  |
| 丁世均   | 39,180   | 2,550         | 1,297       | 43,027 (7.01%)  |                  |

出典：“<표> 민주통합당 대선경선 최종 득표현황（＜表＞民主統合党　大選競選最終得票現況）”. 聯合ニュース（本国版）. (2012年9月16日) 2012年9月16日閲覧。

## 与野党の動向
8月に朴槿恵がセヌリ党の大統領候補に選出。翌9月には文在寅が民主統合党の大統領候補に選出、安哲秀も出馬宣言し、朴槿恵と文在寅・安哲秀の有力三候補が争う構図となった。以後、朴槿恵を中心とした保守勢力の結集、文と安による野党候補一本化と進歩勢力の結集に向けた動きが展開された。

### 保守勢力の結集
朴槿恵を大統領候補に選出したセヌリ党は、早々と選挙体制を整備した。そして忠清南道に強い支持基盤を有していた保守系のミニ政党である先進統一党を吸収合併、2007年大統領選挙でハンナラ党を離党して無所属で出馬した李会昌の入党と朴槿恵候補支持表明（11月24日）で保守勢力の一本化を行った。また先の総選挙における公薦排除で親盧派に不満を頂いていた金大中元大統領に近い旧・民主系の有力政治家である韓光玉がセヌリ党に入党、金元大統領の側近で「リトル金大中」と呼ばれた韓和甲も朴槿恵支持を表明した。

### 野党候補一本化と進歩勢力結集
朴槿恵に大差をつけられていた野党陣営にとって、有力候補である文在寅と安哲秀による候補一本化が実現するかが、選挙結果を大きく左右する変数となった。特に政権奪回を最優先としていた民主党と文在寅は当初から一本化を安哲秀陣営に呼びかけていたが、安哲秀は明確な姿勢を示していなかった。
選挙まで50日を切った11月6日午後、文在寅と安哲秀による初めての協議が行われ、11月25日の候補者登録前までに候補者一本化を実現することで合意した。これにより、選挙戦の構図はセヌリ党の朴槿恵と野党統一候補による事実上の一騎討ちとなる可能性が、にわかに高まった。こうした野党圏の動きに対し、セヌリ党は「国民に与えられた重要な権利が剥奪された」「競争力がない候補同士による人為的つがい」と批判する姿勢を示した。一本化に向けた協議は12日から開始されたが、民主党側が安に対して譲歩を促す「安候補譲歩論」を意図的に流布したとして14日、一本化に向けた協議中断を安陣営が表明する事態となった。
交渉は18日まで中断される事態となったが、安陣営が求めていた李海瓚代表以下民主党指導部の総退陣が行われたことをきっかけに、文と安の両者が会談して新政治宣言に合意すると共に一本協議を19日から再開することで合意した。統一候補を決定するための世論調査実施に当たり、文陣営は「野党系候補にふさわしい候補」と「与党セヌリ党朴槿恵候補との一騎討ちにおける競争力」を世論調査に反映させることを求めたのに対し、安陣営は「野党系候補の支持率」と「与党候補との一騎討ちでの競争力」を問うことを求め、両者の溝は埋まらなかった。立候補登録締切が11月26日に迫る中、安哲秀は11月23日に立候補辞退を表明した。これによって、野党系候補は事実上、文在寅に一本化された。更に左派政党である進歩正義党の沈サンジョン候補は11月26日に立候補辞退と文在寅支持を表明、12月2日には政策連合で合意した。出馬を断念した安哲秀も12月6日に行われた文在寅との協議で政権交代と選挙勝利に向けて協力することで合意した。

## 正式立候補者
11月25日と26日に立候補登録が行われ、前回選挙より5名少ない7名が立候補した。立候補登録者には記号（番号）が割り振られており、国会での議席数が多い順に、セヌリ党（154議席）の候補である朴槿恵は1番、民主統合党（127議席）の候補である文在寅は2番、統合進歩党（6議席）候補の李正姫は3番となった。残る無所属候補4名には4番から7番が割り振られた。
| 記号 | 候補者名      | 性別 | 年齢 | 所属政党   | 職業       | 経歴                                                                                  | 備考                     |
| ---- | ------------- | ---- | ---- | ---------- | ---------- | ------------------------------------------------------------------------------------- | ------------------------ |
| 1    | 朴槿恵 박근혜 | 女性 | 60   | セヌリ党   | 政治人     | - 15～19代国会議員 - 前・セヌリ党非常対策委員長                                       |                          |
| 2    | 文在寅 문재인 | 男性 | 59   | 民主統合党 | 国会議員   | - 前・盧武鉉財団理事長 - 現・第19代国会議員                                           | 進歩正義党が支援         |
| 3    | 李正姫 이정희 | 女性 | 42   | 統合進歩党 | 弁護士     | - 前・第18代国会議員 - 前・統合進歩党共同代表                                         | 12月16日に立候補辞退。   |
| 4    | 朴鍾善 박종선 | 男性 | 84   | 無所属     | 無職       | - 前・サムヒョプ企画株式会社社長                                                      |                          |
| 5    | 金昭延 김소연 | 女性 | 42   | 無所属     | 労働者     | - 前・金属労組キリュン電子分会長 - 現・非正規職が無い世界実現ネットワーク執行委員長   | 進歩新党が支援           |
| 6    | 姜智遠 강지원 | 男性 | 63   | 無所属     | 弁護士     | - 前・青少年保護委員会初代委員長 - 前・韓国マニフェスト実践本部初代常任代表           |                          |
| 7    | 金順子 김순자 | 女性 | 57   | 無所属     | 清掃労働者 | - 現・民主労総蔚山地域連帯蔚山科学技術院支部長 - 前・第19代総選挙進歩新党比例代表候補 | 進歩新党の一部勢力が支援 |

出典：후보자 명부（候補者名簿）、選挙統計システム。2012年11月26日閲覧

## 在外投票
冒頭でも書いたように本大統領選挙から在外投票が実施され、国内に居住しない在外国民（国外不在者・在外選挙人）も投票可能となった。在外有権者登録は7月22日から10月20日まで、世界107カ国の在外公館で行われた。
- 国外不在者 
  - 対象者：住民登録者と国内居所申告をした韓国国民
  - 申告期間：選挙日150日前から60日前まで。市・郡・区で申請を行う（国外にいる場合は在外公館経由）。
- 在外選挙人 
  - 対象者：住民登録または国内居所申告をしていない韓国国民
  - 申告期間：選挙日150日前から60日前まで。在外公館で申請を行う。

4月総選挙での有権者登録が低調だったことから、電子メールでの登録も可能とするなどの便宜も図られたが、登録締切後の22日時点で中央選管が発表した有権者登録は22万3557人、登録率10.01％と1割台に留まった。また韓国国内に住民登録をしていない海外永住権者の登録は、4万3248人で登録率4.71％となっている。11月20日、中央選管が発表した投票可能な確定在外有権者数は、22万2389人で比例代表のみの投票だった4月総選挙と比較して約80％増加した。
在外投票は110カ国・地域の在外公館に設けられた164箇所の在外投票所で12月5日～10日にかけて行われた。10日に締め切られた在外投票は登録者22万2389名のうち、15万8235名が投票を行った。結果、投票率は71.2％に達し、4月総選挙の45.7％から大幅に上昇したが、在外有権者全体から見た投票率は7.1％に留まった。
| 在外公館数                      | 164       |
| (a)推定在外選挙人総数           | 2,233,695 |
| (b)登録選挙人数                 | 222,389   |
| (c)投票者数                     | 158,235   |
| 選挙人総数に対する投票率(c/a)   | 7.1%      |
| 登録選挙人数に対する投票率(c/b) | 71.2%     |

出典：在外選挙最終投票率.（中央選挙管理委員会）2012年12月16日

## 船上投票
今回の大統領選挙から韓国国民が船長となっている遠洋漁船や外国航路旅客船や外国航路貨物船に乗務している船員も船上投票（洋上投票）が可能となった。
- 船上不在者申告期間：2012年11月21日～25日
- 申告方法：選挙管理委員会が船会社に船上投票案内と申告書を送付、船会社は対象者が乗船している船舶にファクスあるいは電子メールで送り、申告を受け付ける。申告書は船長の確認を受けた上で船舶に設置されたファクスを用いて申告期間中に市郡の選挙管理委員会に送付。
- 投票：2012年12月11日～14日

1. 投票用紙は該当する市郡の選挙管理委員会がそれぞれの船舶にファクスで送信。船長は投票用紙を該当船員に引き渡す。
2. 投票は船内に設置された投票所で船員から選ばれた参観人立ち会いの下で実施。
3. 投票を終えた船員は投票用紙を市道の選挙管理委員会にファクスで送信（記入された内容が分からないようシールドファクスを使用）、投票用紙は封印した状態で船内に保管。
4. 保管投票用紙は船舶が国内の港湾に到着した際に市道に選挙管理委員会に提出あるいは第三国から国際郵便で市道の選挙管理委員会に送付。
5. 市道選挙管理委員会はファクスで送られた投票用紙を記入された内容が見えないよう封筒に入れて該当する市郡選挙管理委員会に書留郵便で送付。
6. 市郡区の選挙管理委員会は、市道選挙管理委員会から送付された船上投票の投票用紙を投票箱に入れ封印して保管。選挙期日午後6時に投票箱を開票所に運び、不在投票用紙と共に開票する。

出典：2012第18代大統領選挙　船上投票（2013年1月14日閲覧）

## 選挙結果
各候補の得票率
概要でも記述したように朴槿恵候補が文在寅候補に108万496票（約3.54%）差で当選した。当選した朴槿恵は率に換算して51.56％を得ており、民主化以降の大統領選挙では初めて当選者得票が過半数を上回った。投票率は75.84％で前回選挙を12.81％上回る結果となり、激戦と関心の高さを裏付ける結果となった。
| 候補者                   | 候補者                   | 所属政党                 | 得票数     | 得票率  |
| ------------------------ | ------------------------ | ------------------------ | ---------- | ------- |
|                          | 朴槿恵                   | セヌリ党                 | 15,773,128 | 51.56%  |
|                          | 文在寅                   | 民主統合党               | 14,692,632 | 48.02%  |
|                          | 姜智遠                   | 無所属                   | 53,303     | 0.17%   |
|                          | 金順子                   | 無所属                   | 46,017     | 0.15%   |
|                          | 金昭延                   | 無所属                   | 16,687     | 0.05%   |
|                          | 朴鍾善                   | 無所属                   | 12,854     | 0.04%   |
| 総計                     | 総計                     | 総計                     | 30,594,621 | 100.00% |
| 有効票数（有効率）       | 有効票数（有効率）       | 有効票数（有効率）       | 30,594,621 | 99.59%  |
| 無効票・白票数（無効率） | 無効票・白票数（無効率） | 無効票・白票数（無効率） | 126,838    | 0.41%   |
| 投票総数（投票率）       | 投票総数（投票率）       | 投票総数（投票率）       | 30,721,459 | 75.84%  |
| 棄権者数（棄権率）       | 棄権者数（棄権率）       | 棄権者数（棄権率）       | 9,786,383  | 24.16%  |
| 選挙人数                 | 選挙人数                 | 選挙人数                 | 40,507,842 | 100.00% |

| 首都圏     | ソウル | 仁川  | 京畿  |       |       |
| ---------- | ------ | ----- | ----- | ----- | ----- |
| 首都圏     | 75.1%  | 74.0% | 75.0% |       |       |
| 忠清道     | 大田   | 世宗  | 忠北  | 忠南  |       |
| 忠清道     | 76.5%  | 74.1% | 75.0% | 72.9% |       |
| 全羅道     | 光州   | 全北  | 全南  |       |       |
| 全羅道     | 80.4%  | 77.0% | 76.5% |       |       |
| 慶尚道     | 釜山   | 大邱  | 蔚山  | 慶北  | 慶南  |
| 慶尚道     | 76.2%  | 79.7% | 78.4% | 78.2% | 77.0% |
| 江原・済州 | 江原   | 済州  |       |       |       |
| 江原・済州 | 73.8%  | 73.3% |       |       |       |

注：投票率が全国平均を上回った地域は太字で強調。
| 候補者名 | 朴槿恵     | 朴槿恵   | 文在寅     | 文在寅     |
| 所属政党 | セヌリ党   | セヌリ党 | 民主統合党 | 民主統合党 |
| 合計得票 | 得票数     | 得票率   | 得票数     | 得票率     |
| 合計得票 | 15,773,128 | 51.56%   | 14,692,632 | 48.02%     |
| --- | ---------- | -------- | ---------- | ---------- |
| ソウル特別市 | 3,024,572  | 48.18%   | 3,227,639  | 51.42%     |
| 仁川広域市 | 852,600    | 51.58%   | 794,213    | 48.04%     |
| 京畿道 | 3,528,915  | 50.43%   | 3,442,084  | 49.14%     |
| 大田広域市 | 450,576    | 49.95%   | 448,310    | 49.70%     |
| 世宗特別自治市 | 33,587     | 51.91%   | 30,787     | 47.58%     |
| 忠清北道 | 518,442    | 56.22%   | 398,907    | 43.26%     |
| 忠清南道 | 658,928    | 56.66%   | 497,630    | 42.79%     |
| 光州広域市 | 69,574     | 7.76%    | 823,737    | 91.97%     |
| 全羅北道 | 150,315    | 13.22%   | 980,322    | 86.25%     |
| 全羅南道 | 116,296    | 10.00%   | 1,038,347  | 89.28%     |
| 江原道 | 562,876    | 61.97%   | 340,870    | 37.53%     |
| 釜山広域市 | 1,324,159  | 59.82%   | 882,511    | 39.87%     |
| 大邱広域市 | 1,267,789  | 80.14%   | 309,034    | 19.53%     |
| 蔚山広域市 | 413,977    | 59.78%   | 275,451    | 39.78%     |
| 慶尚北道 | 1,375,164  | 80.82%   | 316,659    | 18.61%     |
| 慶尚南道 | 1,259,174  | 63.12%   | 724,896    | 36.33%     |
| 済州特別自治道 | 166,184    | 50.46%   | 161,235    | 48.95%     |
| 在外国民 | 67,319     | 42.55%   | 89,192     | 56.38%     |
| 広域市·道別選挙結果地図 朴候補が最多支持を獲得 文候補が最多支持を獲得                                                                                          |            |          |            |            |
| 基礎自治団体別選挙結果地図 朴候補が最多支持を獲得 文候補が最多支持を獲得 注：色の強弱は両候補間の得票差。透明に近いほど両候補の格差 が小さいことを表している。 |            |          |            |            |

出典：선거통계 시스템（選挙統計システム）
地域別でみた場合、朴槿恵はソウル市と全羅道を除く全地域、文在寅はソウル・全羅道でそれぞれ最多支持を得た。また大邱・慶尚北道では朴槿恵、全羅道では文在寅がそれぞれ80％以上の支持を得る結果となり、韓国政治を左右してきた地域主義に基づく投票行動が今回の選挙でも現れた。年代別では20～30代は文支持、50代以上では朴支持がそれぞれ多数を占め、人口で多数を占めている50代以上の有権者の投票行動が結果を大きく左右する結果となった。